# Телеф (Еврипид)
«Телеф» (др.-греч. Τήλεφος) — трагедия древнегреческого драматурга Еврипида на сюжет, связанный с мифами о Троянской войне. Была впервые поставлена на сцене в 438 году до н. э. вместе с трагедиями «Критянки», «Алкмеон в Псофиде» и «Алкеста». Текст «Телефа» полностью утрачен, содержание пьесы известно только благодаря пересказу в «Мифах» Псевдо-Гигина.
Заглавный герой пьесы — царь Мисии, который был ранен в бою ахейцами, плывшими к Трое. В «Телефе» этот персонаж, страдая от незаживающей раны, приезжает в Аргос и просит помощи у местного царя Агамемнона. Получив отказ, он хватает маленького царевича Ореста и грозит, что убьёт его; после этого Агамемнону приходится уступить. Ахилл сыпет в рану Телефа ржавчины со своего копья, и тот выздоравливает. До Еврипида Эсхил и Софокл написали по трагедии на тот же сюжет с тем же названием, но текст этих пьес тоже утрачен.
Существует предположение, что драматург сконструировал сюжет на основании одного эпизода из биографии Фемистокла. Этот политик, изгнанный из Афин, был вынужден обратиться за помощью к своему врагу, царю эпирского племени молоссов Адмету; чтобы добиться своего, он схватил маленького царского сына и припал к домашнему очагу.
На драматических состязаниях цикл Еврипида занял только второе место из-за необычной для афинского зрителя мелодраматичности и патетичности отдельных сцен. «Телефа» пародирует Аристофан в комедии «Ахарняне», поставленной на сцене в 425 году до н. э.
Российский антиковед Фаддей Зелинский причислял «Телефа» к лучшим пьесам Еврипида, констатируя, что его утрата при том, что сохранились «такие посредственные драмы, как „Гераклиды“ и „Андромаха“», точно не связана с эстетической стороной вопроса.